# ドナルドのジレンマ
『ドナルドのジレンマ』（原題：Donald's Dilemma）は、ウォルト・ディズニー・プロダクション（現：ウォルト・ディズニー・カンパニー）が製作した1947年7月11日公開のアニメーション短編映画作品。ドナルドダック・シリーズの第70作である。
タイトルでは「ドナルド」となっているが、実質的にデイジーの主演作である。

## あらすじ
とある精神科医にデイジーダックが相談にやってきた。デイジーは淡々と事態を語りだす。
全ての始まりは1年前、ある夏の日に恋人のドナルドダックと一緒に公園でデートをしていた時の事。近所にある高層ビルの99階の窓から黄色い花が植えてある鉢植えが落下してきて、ドナルドの頭を直撃してしまったのだ。
デイジーの介抱によってドナルドの意識が戻るものの、ドナルドの様子が変わっているのをデイジーは感じていた。ドナルドは立ち上がり、身なりを整えておじぎすると突然歌い始めた。その歌声は、デイジーもうっとりし、涙ぐんでしまうほどの美声であった。歌い終わるとデイジーは拍手し、握手しようとしたのだが彼女に対するドナルドの眼差しは氷のように冷たかった。ドナルドは記憶喪失になって、デイジーのことを忘れてしまったのである。
ボーイフレンドの変貌ぶりに呆然としてしまったデイジーが言葉をかける間もなく、ドナルドは有名なプロダクションに連れ去られてしまう。後に残っていたのは、ドナルドの頭の上に乗っていた黄色い花だけであった。今やドナルドを見ることが出来るのは、レコードのジャケットや新聞を通してだけとなったデイジーは泣き暮らし、食事も喉を通らず自殺を図るまでに落ち込んだ。ラジオの公開放送に駆けつけてもチケットは完売してしまっていて、楽屋口で待っていても他のファンに揉みくちゃにされる。ドナルドに会おうと変装したり、暴力に訴えたりするもうまくいかず、ようやく会えたドナルドは、やはり氷のような眼差しでデイジーを見た挙げ句、10セント硬貨を投げてよこしただけだった。
そして、現在。デイジーの話を聞いた精神科医は鉢植えが落下したことでドナルドが変化したことを指摘し、ドナルドをこのまま世界のスーパースターにしておきたいのか、それとも自分一人のものにしたいのか、デイジーに意思確認をする。間髪を入れず、自分だけのものと答えたデイジーに精神科医は思い出の黄色い花を鉢に植え、ある行動を実行することを提案する。そしてデイジーは言われたとおりにステージで歌うドナルドの頭に鉢植えを落下させる。美声で歌っていたドナルドの声はあっという間に元に戻り、観客のブーイングを受けて劇場から放り出される。記憶も元に戻り、楽屋口で待っていたデイジーと再会を果たすのだった。

## スタッフ
- 製作：ウォルト・ディズニー
- 監督：ジャック・キング
- 作画：ドン・トウスリー、エド・アーダル、エメリー・ホウキンズ、サンディー・ストロザー
- 脚本：ロイ・ウィリアムズ
- 音楽：オリバー・ウォレス
- レイアウト：ドン・グリフィス
- 背景：モーリス・グリーンバーグ

## キャスト
| キャラクター   | 原語版               | 旧吹き替え版 | 新吹き替え版 |
| -------------- | -------------------- | ------------ | ------------ |
| ドナルドダック | クラレンス・ナッシュ | 関時男       | 山寺宏一     |
| デイジーダック | グロリア・ブロンデル | 後藤真寿美   | 土井美加     |
| 精神科医       | ?                    | ?            | 落合弘治     |
| ナレーション   | -                    | 土井美加     | -            |

## 日本での公開

### 収録
- 『アニメフェスティバル⑦』（VHS、ポニーキャニオン、バンダイ）
- 『夢と魔法の宝石箱　ドナルドといたずらギャング』（VHS、DHVジャパン）
- 『ゆかいな仲間たち　ミッキーはミニーが好き』（VHS、ブエナ・ビスタ・ホーム・エンターテイメント）
- 『ミッキーとミニーはなかよし』（DVD、ブエナ・ビスタ・ホーム・エンターテイメント）
- 『ディズニーのミュージックファン』（DVD、ブエナ・ビスタ・ホーム・エンターテイメント）
- 『ドナルドダック・クロニクル Vol.3 限定保存版』（DVD、ブエナ・ビスタ・ホーム・エンターテイメント）